# Leo Väisänen
Leo Väisänen (Helsinki, 23 de julio de 1997) es un futbolista finlandés que juega en la demarcación de defensa para el BK Häcken de la Allsvenskan.

## Selección nacional
Tras jugar con la selección de fútbol sub-17 de Finlandia, la sub-18, la sub-19 y la sub-21, finalmente hizo su debut con la selección absoluta el 11 de junio de 2019 en un encuentro de clasificación para la Eurocopa 2020 contra Liechtenstein que finalizó con un resultado de 0-2 tras los goles de Teemu Pukki y Benjamin Källman.

## Clubes
| Club                  | País           | Año       | Partidos | Goles |
| --------------------- | -------------- | --------- | -------- | ----- |
| Klubi 04              | Finlandia      | 2011-2012 | 19       | 3     |
| HJK Helsinki          | Finlandia      | 2012      | 6        | 1     |
| PK-35 Vantaa (cedido) | Finlandia      | 2015-2017 | 9        | 1     |
| RoPS Rovaniemi        | Finlandia      | 2017-2018 | 51       | 1     |
| FC Den Bosch          | Países Bajos   | 2018-2019 | 49       | 6     |
| IF Elfsborg           | Suecia         | 2019-2023 | 94       | 4     |
| Austin F. C.          | Estados Unidos | 2023-2025 | 38       | 1     |
| BK Häcken             | Suecia         | 2025-     | 1        | 0     |

## Palmarés

### Títulos nacionales
| Título         | Club      | País   | Año  |
| -------------- | --------- | ------ | ---- |
| Copa de Suecia | BK Häcken | Suecia | 2025 |